# Lista över insjöar i Sotenäs kommun
Detta är en lista över sjöar i Sotenäs kommun baserad på sjöns utloppskoordinat. Om någon sjö saknas, kontrollera grannkommunens lista eller kategorin Insjöar i Sotenäs kommun.

## Lista
| Namn                   | Koordinat                                     | Sjöid         | VYID          | Yta (km²) | Strandlinje (km) | Höjd (m) | Maxdjup (m) | Volym (m³) | HARO   | Natura 2000    |
| ---------------------- | --------------------------------------------- | ------------- | ------------- | --------- | ---------------- | -------- | ----------- | ---------- | ------ | -------------- |
| Dammen                 | 58°25′45″N 11°15′13″Ö / 58.42918°N 11.25369°Ö | 648746-123421 |               |           |                  |          |             |            | 110111 |                |
| Germunneröd vatten     | 58°23′28″N 11°21′05″Ö / 58.39099°N 11.35125°Ö | 648248-123939 | 648283-123962 | 0,135     | 1,75             | 27,1     | 3,2         | 139 000    | 110111 |                |
| Kärrs vatten           | 58°25′53″N 11°23′35″Ö / 58.43136°N 11.39294°Ö | 648691-124259 | 648716-124235 | 0,117     | 1,45             | 32,7     | 13          | 670 000    | 110111 |                |
| Lilla Dalevatten       | 58°24′47″N 11°18′02″Ö / 58.41295°N 11.3005°Ö  | 648526-123678 | 648547-123682 | 0,112     | 1,71             | 10,5     |             |            | 110111 |                |
| Långetångskilen        | 58°24′12″N 11°14′50″Ö / 58.40323°N 11.24711°Ö | 648460-123363 |               |           |                  |          |             |            | 110111 | Ramsvikslandet |
| Långöns vatten         | 58°24′44″N 11°22′04″Ö / 58.41215°N 11.36776°Ö | 648510-124062 | 648512-124074 | 0,0886    | 1,12             | 24,2     | 4,5         | 208 000    | 110111 |                |
| Stora myr              | 58°23′47″N 11°19′00″Ö / 58.39643°N 11.31666°Ö | 648357-123764 |               |           |                  |          |             |            | 110111 |                |
| Tåsteröds stora vatten | 58°29′58″N 11°25′22″Ö / 58.49936°N 11.42269°Ö | 649479-124590 | 649461-124458 | 0,669     | 5,21             | 21,3     | 22          | 6 196 000  | 110111 |                |
| Välseröd vatten        | 58°28′55″N 11°26′58″Ö / 58.48194°N 11.44958°Ö | 649289-124593 | 649257-124602 | 0,131     | 1,72             | 59,6     | 7,5         | 394 000    | 110111 |                |
| Önna vatten            | 58°26′01″N 11°22′07″Ö / 58.43366°N 11.36848°Ö | 648751-124094 |               | 0,031     |                  | 51       |             |            | 110111 | '              |
|                        | 58°25′57″N 11°21′56″Ö / 58.43257°N 11.36553°Ö | 648740-124076 |               | 0,012     |                  | 51       |             |            | 110111 |                |